# Lars Kleppich
Lars Detlef Kleppich (Sídney, 9 de agosto de 1967) es un deportista australiano que compitió en vela en las clases Lechner A-390 y Mistral.
Participó en tres Juegos Olímpicos de Verano, obteniendo una medalla de bronce en Barcelona 1992, en la clase Lechner A-390, el cuarto lugar en Sídney 2000 (Mistral) y el octavo en Atenas 2004 (Mistral). Ganó una medalla de oro en el Campeonato Mundial de Mistral de 1999.

## Palmarés internacional
| Juegos Olímpicos | Juegos Olímpicos   | Juegos Olímpicos  | Juegos Olímpicos |
| Año              | Lugar              | Medalla           | Clase            |
| ---------------- | ------------------ | ----------------- | ---------------- |
| 1992             | Barcelona (España) | Medalla de bronce | Lechner A-390    |

| Campeonato Mundial | Campeonato Mundial | Campeonato Mundial | Campeonato Mundial |
| Año                | Lugar              | Medalla            | Clase              |
| ------------------ | ------------------ | ------------------ | ------------------ |
| 1999               | Numea (Francia)    | Medalla de oro     | Mistral            |